# Superman y los hombres topo
Superman y los hombres topo o Superman contra los hombres ratones (título original en inglés: Superman and the Mole Men)   es una película de superhéroes en blanco y negro independiente estadounidense de 1951 estrenada por Lippert Pictures. Producida por Barney A. Sarecky y dirigida por Lee Sholem, está protagonizada por George Reeves como Superman y Phyllis Coates como Lois Lane. Es el primer largometraje basado en un personaje de DC Comics, y la primera vez que George Reeves interpretó el papel de Superman.

## Argumento
Clark Kent y Lois Lane llegan a la pequeña ciudad de Silsby para informar sobre el pozo de petróleo más profundo del mundo. Esa noche, dos pequeños humanoides enanos peludos y calvos emergen a través del pozo y asustan de muerte al vigilante nocturno. Lois y Clark llegan al pozo de petróleo y encuentran al vigilante muerto. Clark y el capataz exploran los alrededores para investigar, y entonces Lois vislumbra a una de las criaturas. Sin embargo, nadie le cree cuando les cuenta lo que vio.
Se llama al médico forense, quien luego se va con Lois. Clark se queda atrás para confrontar al capataz, quien confiesa que el pozo fue cerrado por temor a haber encontrado radio y no petróleo. El capataz procede a mostrarle a Clark muestras de mineral que fueron recolectadas durante diferentes etapas de la perforación; todas ellas brillan intensamente.
Mientras tanto, los dos Hombres Topo exploran el pueblo, pero los residentes se aterrorizan debido a su peculiar apariencia y al hecho de que todo lo que tocan brilla en la oscuridad debido a la fosforescencia. Pronto, se forma una turba furiosa, liderada por el violento Luke Benson, para matar a los "monstruos". Superman detiene a Benson y al grupo, y salva a una de las criaturas en el aire luego de que le lanzaran desde lo alto de una presa. Mientras Superman lo lleva al hospital, la segunda criatura regresa al pozo y desaparece en su interior.
Un médico anuncia que la criatura herida morirá a menos que se le practique una cirugía para extraerle la bala. Cuando una enfermera se niega a hacerlo por miedo, Clark se ofrece como voluntario para ayudar. La turba de Benson llega al hospital exigiendo que les entreguen la criatura. Superman está de guardia afuera del hospital con Lois, pero la multitud dispara un tiro que casi la alcanza. Superman envía a Lois adentro y desarma a la multitud.
Tres Hombres Topo más emergen del pozo de perforación, esta vez portando un arma extraña. Se dirigen al hospital, donde Benson y su grupo los ven; Benson decide ir tras ellos solo. Las criaturas le disparan su arma láser, pero Superman salta frente al rayo, salvando la vida de Benson. Superman recoge a la criatura herida del hospital y la lleva junto a sus compañeros. Después de descender nuevamente al pozo, los Hombres Topo destruyen el elevador del pozo de perforación, asegurándose de que nadie pueda volver a subir o bajar.

## Reparto
- George Reeves como Kal-El / Clark Kent / Superman
- Phyllis Coates como Lois Lane
- Jeff Corey como Luke Benson
- Walter Reed como Bill Corrigan
- J. Farrell MacDonald como Pop Shannon
- Stanley Andrews como el Sheriff
- Ray Walker como John Craig
- Hal K. Dawson como Chuck Weber
- Phil Warren como Deputy Jim
- Frank Reicher como el Superintendente del Hospital
- Beverly Washburn como el niño
- John T. Bambury, Billy Curtis, Jerry Maren, y Johnny Roventini como los Hombres Topo (no acreditado)
- Byron Foulger como Jeff Reagan (no acreditado)

## Temas
El autor Gary Grossman ha comparado el trato compasivo de los extraños en la película y el miedo irracional de los habitantes del pueblo con la reacción de pánico del público ante el pacífico extraterrestre Klaatu en la película de ciencia ficción El día que la Tierra se detuvo, que se estrenó el mismo año. Ambos han sido considerados retrospectivamente como el producto de (y una reacción a) el Terror Rojo de la era posterior a la Segunda Guerra Mundial . Grossman también cita la película posterior The Mole People (1956).

## Producción

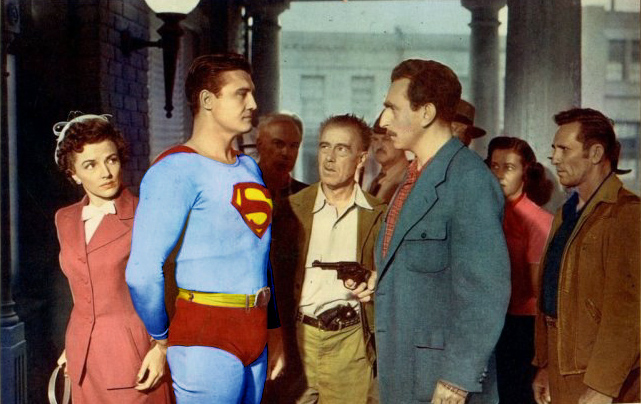
Superman y los Hombres Topo fue la primera película cinematográfica basada en un personaje de DC Comics.

Superman y los Hombres Topo es la primera película cinematográfica basada en un personaje de DC Comics. Antes hubo una serie de 17 cortos animados de Superman, estrenados en cines por Fleischer Studios de Paramount Pictures. También se han exhibido en entregas semanales en los cines dos series cinematográficas de acción real y de varios capítulos realizadas por Columbia Pictures y protagonizadas por Kirk Alyn como Superman y Noel Neill como Lois Lane. Columbia realizó dos seriales adicionales basados en Batman de DC Comics en 1943 y 1949, respectivamente.
El guion original fue de "Richard Fielding", un seudónimo de Robert Maxwell y Whitney Ellsworth.
Superman y los hombres topo se filmó en poco más de 12 días a partir del 10 de julio de 1951  en los estudios RKO-Pathé. El largometraje dura solo 58 minutos y originalmente sirvió como una prueba para la serie de televisión sindicada Las aventuras de Superman. Superman y los hombres topo luego se convirtió en el único episodio de dos partes de esa serie, titulado "The Unknown People" ["La gente desconocida"]. 
Algunos elementos de la película original fueron recortados cuando adaptó a televisión, incluidas algunas partes de una larga escena de persecución y todas las referencias a los "Hombres Topo". También se eliminó la banda sonora original de la película de Darrell Calker y se reemplazó con música de la biblioteca de producción utilizada en la primera temporada de la serie.
El arma similar a un láser de los Hombres Topo, que recuperan de su hogar subterráneo para defenderse y rescatar a su camarada herido, era un soporte hecho añadiendo tirantes de metal a un extremo del cuerpo de una aspiradora Electrolux; para el "cañón del arma" del rayo se colocó un embudo de metal estándar en el otro.
La imagen de los actores Reeves y Coates en el cartel de estreno en cines es una pintura obtenida al invertir una imagen de fotografía publicitaria de los dos actores, con el emblema "S" de Superman luego invertido para que se lea correctamente.

## Lanzamiento
La película se estrenó en cine el 6 de noviembre de 1951. 
Superman y los hombres topo se lanzó por primera vez en VHS por Warner Home Video el 22 de julio de 1987, coincidiendo con las celebraciones del 50.º aniversario de la creación del personaje Superman.
Tanto el episodio de televisión de dos partes como la película completa están incluidos en el lanzamiento en DVD de la primera temporada de 2005 de Las aventuras de Superman. Durante 2006, la película se lanzó como contenido adicional en la edición especial de 4 discos en DVD de Superman: The Movie, y luego nuevamente como contenido adicional en una caja Blu-ray (presentada en definición estándar) en 2011.